# Leonhard Obermeyer
Leonhard Obermeyer (* 13. Februar 1924 in Großmehring bei Ingolstadt; † 28. Dezember 2011) war ein deutscher Bauingenieur.

## Leben
Leonhard Obermeyer wurde 1924 in einer kinderreichen Familie im oberbayerischen Großmehring bei Ingolstadt geboren. Obermeyer war Lehrling bei Otto Abe in Ingolstadt. Nach einer Lehre als Maurer machte er 1948 seinen Ingenieurabschluss an der Münchner Staatsbauschule. Anschließend studierte er bis 1953 an der Technischen Hochschule in München, wo er wegen seiner hervorragenden Leistungen ein Stipendium der Studienstiftung des Deutschen Volkes bekam. Nach seiner Diplomierung arbeitete er als Tragwerksplaner und Konstrukteur bei Dyckerhoff & Widmann in München. Dabei wirkte er zusammen mit dem Ingenieur Ulrich Finsterwalder und anderen an der Konstruktion der 1954 in Karlsruhe erbauten Schwarzwaldhalle mit ihrem freitragenden Schalendach aus Spannbeton mit, die damals als eines der spektakulärsten  Bauwerke galt. 
1958 machte sich Leonhard Obermeyer mit dem Ingenieurbüro Obermeyer selbstständig. Erste Aufträge für kleinere Brückenbauwerke liefen so gut an, dass er 1960 bereits zehn Mitarbeiter beschäftigte. 
Zu seinen wichtigsten Projekten gehört die Generalplanung des Verkehrsbauwerks Karlsplatz-Stachus im Zentrum Münchens. Mit einem Bauvolumen von 500 000 m³ in vier Untergeschossen und ca. 25 000 m² überbauter Fläche war es das erste und lange Zeit auch größte Bauwerk dieser Art in München, in dem U-Bahn, Trambahn, Straße, Fußgängerquerung und Verkaufsflächen vereint werden sollten. Die Erweiterung auf einen späteren S-Bahn-Haltepunkt war bereits vorgesehen. Leonhard Obermeyer setzte als Pionier erstmals auf einer Großbaustelle die Deckelbauweise, das „Bauen von oben nach unten“ ein. Auf diese Weise war der damals größte Verkehrsknotenpunkt Münchens innerhalb kurzer Zeit wieder befahrbar. Heute hat sich diese Bauweise im städtischen Tunnelbau als Standard etabliert.  
Neben dem Tagesgeschäft promovierte Leonhard Obermeyer 1970 unter Leitung von Hans St. Stefaniak, TU München, über das Thema „Stoßbelastung auf ein elastisches Bauwerk. Ein Beitrag zum dynamischen Verhalten eines mehrgeschossigen Gebäudes mit elastischen Seitenwänden auf nachgiebigem Untergrund bei vertikalem Stoß von endlicher Dauer“.
Weiterhin als Vorreiter seines Berufsfelds bewies sich Leonhard Obermeyer in dem frühzeitigen Einsatz des Computers. Er war persönlicher Freund von Konrad Zuse, von dem er sich 1967 für eine halbe Mio. DM eine IBM 1130 installieren ließ. Beim Einzug 1975 in das neue, im Eigenbesitz befindende Bürogebäude in der Hansastraße, München, welches bis heute Firmenzentrale ist, wurde als Hardware eine IBM 370/145 und Zusatzeinrichtungen im Wert von 8 Mio. DM installiert. 
Das Ingenieurbüro wurde von 1958 bis 1973 als Ingenieurbüro Obermeyer, von 1973 bis 1990 als Planungsbüro Obermeyer GmbH und seit 1990 als Obermeyer Planen + Beraten GmbH geführt. Am 4. Dezember 2006 übertrug Leonhard Obermeyer die Führung der Unternehmensgruppe, die inzwischen mit zahlreichen Niederlassungen und Tochtergesellschaften und mehr als 1200 Mitarbeitern in 19 Ländern vertreten war, an seinen Neffen Maximilian Grauvogl.
Leonhard Obermeyer verstarb am 28. Dezember 2011 im Alter von 87 Jahren. Das ihm bereits am 26. Juli 2011 zugesprochene Bundesverdienstkreuz 1. Klasse wurde am 21. März 2012 seiner Frau Gertrud Obermeyer posthum übergeben.

## Auszeichnungen und Ehrungen
- 1981: Konrad-Zuse-Medaille für Verdienste um die Informatik im Bauwesen in Anerkennung hervorragender Verdienste bei der Entwicklung von EDV- und CAD-Anwendungen im Planungswesen durch den Zentralverband des Deutschen Baugewerbes
- Entrepreneur der Jahre 1995, 1997, 1998 und 1999, Finalist in der deutschlandweiten und branchenübergreifenden Ausschreibung für inhabergeführte, mittelständische Unternehmen, die sich durch Wachstumsstärke und Innovationsgeist auszeichnen
- 1995: Verdienstkreuz am Bande des Verdienstordens der Bundesrepublik Deutschland
- 2000: Verleihung eines Doktors der Ingenieurwissenschaften ehrenhalber (Dr.-Ing. h. c) durch die Universität Leipzig
- 2010: Gagarin-Medaille durch die Föderation der russischen Kosmonauten
- 2010: Ehrensenator der Technischen Universität München[3]
- 2011: Verdienstkreuz 1. Klasse des Verdienstordens der Bundesrepublik Deutschland